# Johann Heinrich Voss

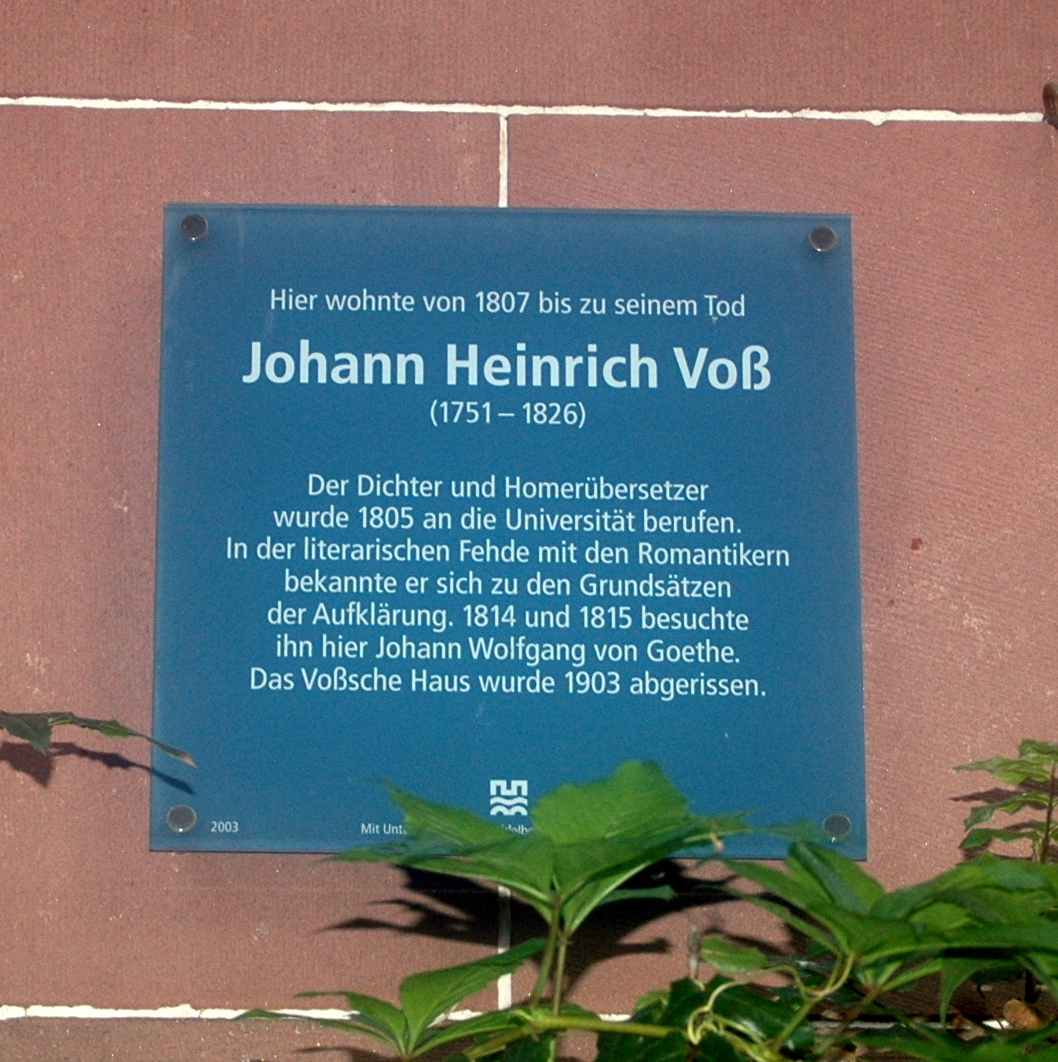
Pamětní deska v Heidelbergu

Johann Heinrich Voß (20. února 1751, Sommerstorf (Meklenbursko – Přední Pomořansko) – 29. března 1826, Heidelberg) byl německý spisovatel, básník, člen spolku Göttinger Hainbund a také překladatel.

## Životopis
Pocházel z velice jednoduchých poměrů. Již jako školou povinného jej přitahovalo studium latiny, posléze také řečtiny. V okruhu svých přátel nadšeně četl Gellerta, Hagedorna, Ramlera či Klopstocka. Rodina avšak neměla dostatek financí na jeho studium, a proto si musel začít sám vydělávat. Roku 1772 se ale situace zásadně změnila, když mu nabídl podporu vydavatel Heinrich Christian Boie, kterého zaujaly Vossovy básně v Göttingenském almanachu. Na jeho pozvání začal Voss studovat na Göttingenské univerzitě teologii a filologii (1772–1775). Seznámil se též s Boieho mladší sestrou Ernestinou, s níž se roku 1777 oženil.

### Překlady
Velice záslužnou činností byla především jeho překladatelská práce, a to např. překlad Homérovy Odysseiy.

## Fotogalerie

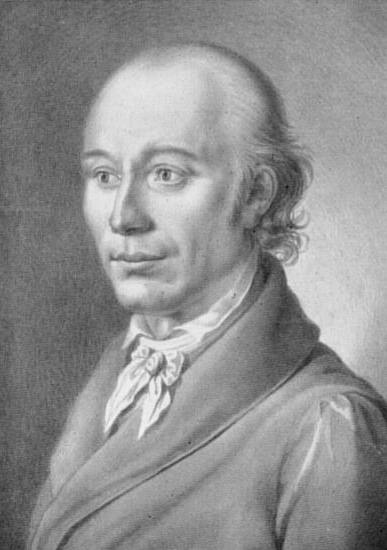
Johann Heinrich Voß (1)
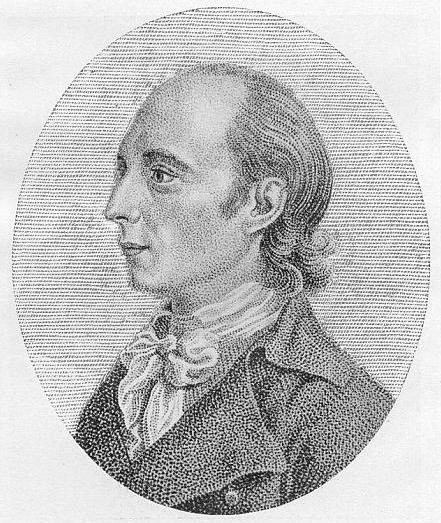
Johann Heinrich Voß (2)
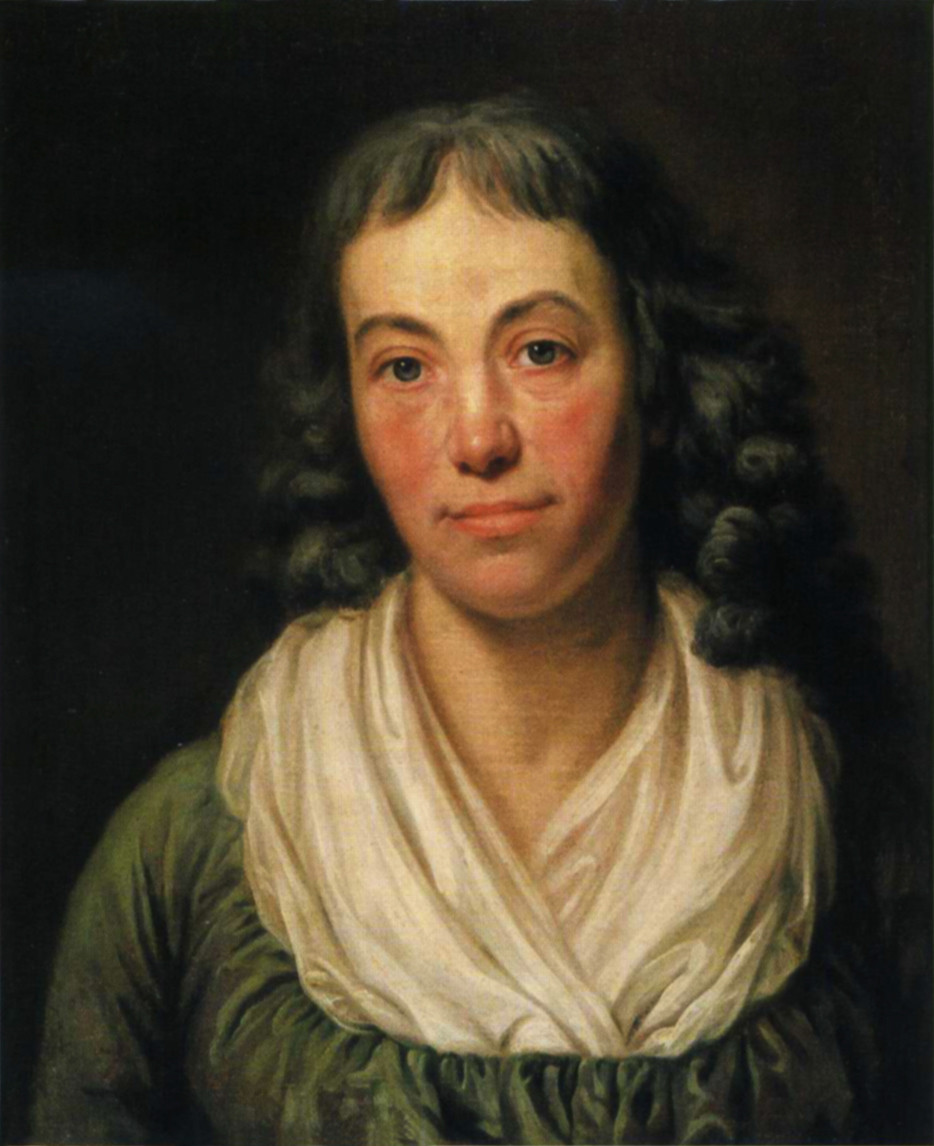
Marie Christine Ernestine Voss (1756-1834)
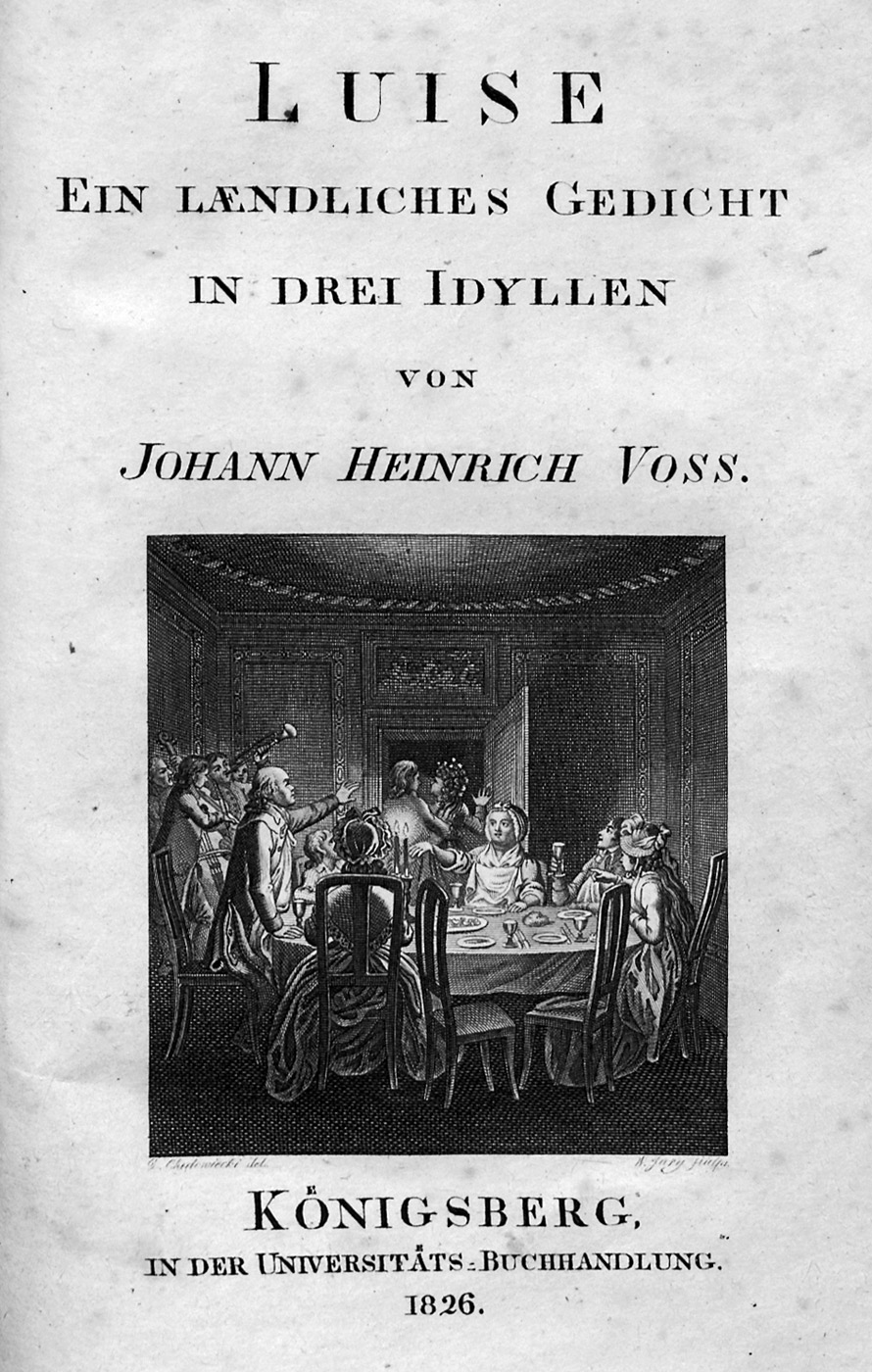
Voß, J. H. Luise: Ein ländliches Gedicht in drei Idyllen. Königsberg, 1826
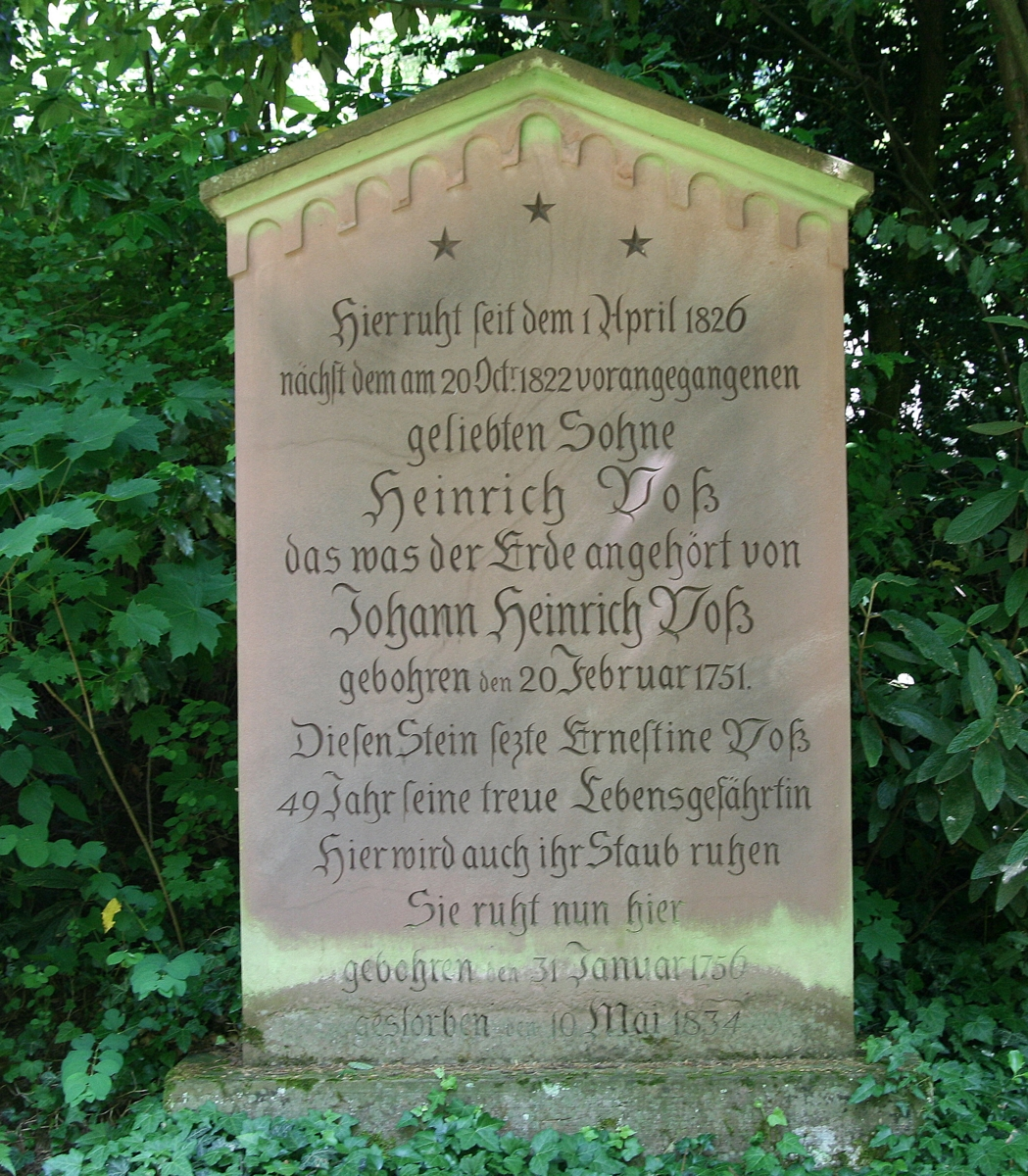
Rodinný hrob na hřbitově 'Bergfriedhof' v Heidelbergu